# Haemoxenicon stunkardi
Haemoxenicon stunkardi är en plattmaskart. Haemoxenicon stunkardi ingår i släktet Haemoxenicon och familjen Spirorchiidae. Inga underarter finns listade i Catalogue of Life.